# X Games Mineápolis 2017
La XXVII edición de los X Games se celebró en Mineápolis (Estados Unidos) entre el 13 y el 16 de julio de 2017 bajo la organización de la empresa de televisión ESPN.
Se disputaron pruebas de ciclismo BMX y skateboard.

## Medallistas de ciclismo BMX

### Masculino
| Evento               | Oro                             | Plata                        | Bronce                         |
| -------------------- | ------------------------------- | ---------------------------- | ------------------------------ |
| Parque               | Kevin Peraza Estados Unidos     | Logan Martin Australia       | Daniel Sandoval Estados Unidos |
| Parque – Mejor truco | Kyle Baldock Australia          | Logan Martin Australia       | Pat Casey Estados Unidos       |
| Vert                 | Vince Byron Australia           | Jamie Bestwick Reino Unido   | Francisco Zurita · Chile       |
| Dirt                 | Colton Walker Estados Unidos    | Logan Martin Australia       | Kyle Baldock Australia         |
| Big air              | James Foster Estados Unidos     | Vince Byron Australia        | Kurtis Downs Estados Unidos    |
| Calle                | Garrett Reynolds Estados Unidos | Devon Smillie Estados Unidos | Simone Barraco · Italia        |